# Vojenská kontrarozvědka
Vojenská kontrarozvědka (VKR) či Hlavní správa VKR (HS VKR) byla československá kontrarozvědná služba v letech 1952–1990 působící jako součást StB v Československé lidové armádě (ČSLA). Mezi její hlavní povinnosti patřila zpravodajská ochrana armády, vojenského průmyslu, státních hranic, státního a služebního tajemství, vyhledávání vnitřní i vnější nepřátelské činnosti a napomáhání zvyšování bojové pohotovosti vojsk.

## Historie
VKR vznikla 29. května 1952 jako nástupce odboru C (dříve Velitelství vojenské zpravodajské služby (VVZS), ještě dříve Hlavní informační správa (HIS) a ještě dříve HS OBZ) v rámci ministerstva národní bezpečnosti (MNB). Po zániku MNB v roce 1953 byla VKR začleněna jako součást StB do struktury ministerstva vnitra (MV) jako jeho VI. správa (jako HS VKR přestala existovat).
1. března 1964 došlo k obnovení HS VKR (stále v rámci MV, jako III. správa MV). Začátkem léta 1966 se HS VKR stala součástí obnovené Hlavní správy Státní bezpečnosti (HS-StB) jako III. správa HS-StB.
Po roce 1968 byla VKR zařazena do struktury federálního ministerstva vnitra (FMV) v rámci Federální správy zpravodajských služeb (FS-ZS) jako III. správa FS-ZS - Hlavní správa Vojenské kontrarozvědky (HS VKR). Později došlo k přejmenování na III. správu Hlavní správy SNB - HS VKR.
Koncem května 1990 byla VKR zrušena a 1. června 1990 byli zaměstnanci převedeni do působnosti Federálního ministerstva národní obrany (FMNO). Následující měsíc, 1. července 1990 vzniklo Vojenské obranné zpravodajství.  
Příslušníků předlistopadové vojenské kontrarozvědky se netýká lustrační zákon z roku 1991, jelikož nebyli před rokem 1989 příslušníky Sboru národní bezpečnosti, nýbrž příslušníky vojsk ministerstva vnitra (ačkoli šlo o složku Státní bezpečnosti). V praxi zákon umožnil stovkám bývalých příslušníků komunistické vojenské kontrarozvědky, která byla součástí StB, získat negativní lustrační osvědčení. 

## Činnost
Činnost v armádě byla vymezena usnesením politického sekretariátu ÚV KSČ o působnosti VKR. Od svého založení působila VKR v rámci ČSLA jako součást StB. VKR se zabývala především vyhledáváním nepřátelských agentur a osob v rámci ČSLA, odhalování sabotážní a diverzní činnosti v rámci ČSLA a spolupráce s veliteli na zavádění preventivně výchovných opatření. K plnění svých úkolů byla oprávněna používat rozsáhlé sítě tajných spolupracovníků, zatýkat podezřelé osoby, vést jejich vyšetřování apod.
K dalším obranným úkolům patřila zpravodajská ochrana Zpravodajské správy Generálního štábu (ZS/GŠ).
Po okupaci Československa armádami Varšavské smlouvy převzala VKR úkoly kontrarozvědné ochrany Střední skupiny sovětských vojsk v ČSSR.
VKR se také podílela na zpravodajské činnosti v zahraničí; její agenti zajišťovali např. sledování významných osob působících v rámci čsl. exilu. Po roce 1968 se navíc VKR zajišťovala sledování vojáků, kteří vyjádřili nesouhlas s okupací či podporu tzv. pražského jara. Koncem 80. let VKR spolupracovala na sledování vojáků účastnících se protirežimních akcí a infiltraci opozičních organizací.

### Agenturní síť
Agenturní síť VKR byla poměrně rozsáhlá, počet tajných spolupracovníků kulminoval především v 60. letech. Zatímco na přelomu 40. a 50. let měla VKR přibližně 600 spolupracovníků, na počátku 60. let jich bylo kolem 8000, na konci 80. let pak kolem 4000 aktivních tajných spolupracovníků.  
Vojenská kontrarozvědka, jakožto součást StB, vedle sítě spolupracovníků využívala i konspirační byty, vedla si svazky, registry a archivy. Její příslušníci a spolupracovníci sledovali nejen uniformované příslušníky armády a Pohraniční stráže (PS), ale i příslušníky vojenské rozvědky – Zpravodajské správy generálního štábu (ZS/GŠ). Na konci své působnosti měla vojenská kontrarozvědka přibližně 1000 příslušníků.

## Náčelníci HS VKR
- genmjr. Ing. Josef Stavinoha (1953–1971)
- genmjr. Ing. Cyril Method Ohrablo (1972–1981)
- genmjr. Ing. Pavol Vrlík (1981–1989)
- genmjr. Ing. Josef Červášek (1989–1990)